# Microsphaeroniscus squamatus
Microsphaeroniscus squamatus är en kräftdjursart som beskrevs av Lemos de Castro1985. Microsphaeroniscus squamatus ingår i släktet Microsphaeroniscus och familjen Scleropactidae. Inga underarter finns listade i Catalogue of Life.